# Thede Kahl
Thede Kahl (* 30. März 1971 in Hamburg) ist ein deutscher Slawist. Er ist Professor an der Universität Jena mit dem Spezialgebiet Südslawistik und Balkanstudien.

## Leben
Thede Kahl studierte zwischen 1991 und 1994 Geographie, Klassische Philologie und Russische Philologie für Sekundarstufen I/II an der Universität Münster. Die folgenden drei Jahre setzte er seine Studien fort in Slawistik, Geographie und Byzantinistik an den Universitäten Münster, Köln, Hamburg. Es folgten Praktika in Moskau und Thessaloniki. 1998 organisierte und führte er eine umfassende soziodemografische und ethnische Erhebung über Aromunen in den Balkanländern durch. Die Ergebnisse dieser Umfrage sind Gegenstand seiner Dissertation Ethnizität und räumliche Verteilung der Aromunen in Sudosteuropa. 2007 habilitierte er mit dem Thema Hirten in Kontakt. Sprach- und Kulturwandel ehemaliger Wanderhirten an der Universität Wien.
Thede Kahl leitete zudem das EU-Projekts Interphraseologie für Studien- und Berufsmobile, das FWF-Projekte Sprach- und Kulturwandel der Wanderhirten (Albanisch, Aromunisch, Griechisch, Mazedonisch (Südslawisch)) und war Projektkoordinator des Projektes Interethnische Beziehungen von orthodoxen Christen und Muslimen in Südosteuropa des Wissenschaftszentrums Nordrhein-Westfalen in Kooperation mit dem Institut für Geographie der Universität Münster. Er arbeitete an den DFG-ProjektenTypen der Selbstidentifikation meglenitischer Vlachen und Kleiner Balkan-Sprachatlas mit.
2013 wurde Thede korrespondierendes Mitglied der philosophisch-historischen Klasse der Österreichischen Akademie der Wissenschaften und 2021 in die Academia Europaea gewählt.

## Forschungsschwerpunkte
Zu seinen Forschungsschwerpunkten gehören gefährdete Dialekte und Nichtstandardvarianten, ethnographische und ethnolinguistische Feldforschung, Minderheiten in Südosteuropa und Kleinasien, Interethnische und interreligiöse Koexistenz im Schwarzmeerraum, Kulturbeziehungen der Südslawen mit ihren Nachbarn.

## Veröffentlichungen (Auswahl)

### Monografien
- Hirten in Kontakt. Sprach- und Kulturwandel ehemaliger Wanderhirten in Epirus und Südalbanien. Münster/Wien/ New York.
- Ethnizität und räumliche Verbreitung der Aromunen in Südosteuropa (= Münstersche Geographische Arbeiten. Band 43). Münster.

### Herausgeberschaft
- Von Hora, Doina und Lautaren. Einblicke in die rumänische Musik und Musikwissenschaft. Berlin 2016.